# مقبرة المركبات الفضائية

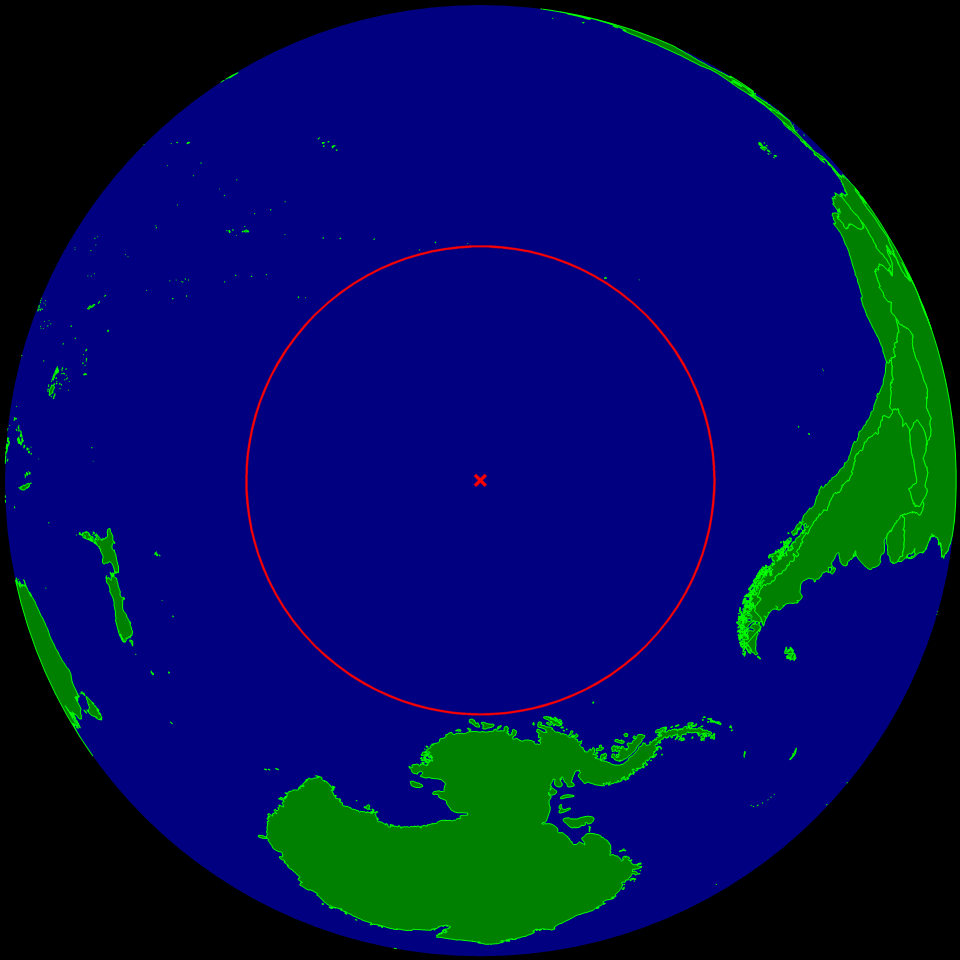

مقبرة المركبات الفضائية، المعروفة رسميًا باسم المنطقة غير المأهولة في جنوب المحيط الهادئ، أو مقبرة نيمو، هي منطقة في جنوب المحيط الهادئ شرق نيوزيلندا" حيث يتم فيها إزالة مدار المركبات الفضائية التي وصلت إلى نهاية خدمتها ويتم تدميرها بشكل روتيني. توجد هذه المقبرة تقريبا في منطقة قطبية نائية لا يمكن الوصول إليها تُسمى "نقطة نيمو"، وهو الموقع الأبعد عن أي يابسة، حيث يقع على بعد 2400 كيلومتر (1500 ميل) بين جزيرة القيامة، وجزيرة بيتكيرن، والقارة القطبية الجنوبية. وقد تم اختيارها لهذا البعد ولمحدودية حركة الشحن البحري فيها، حتى لا تعرض حياة الإنسان للخطر بأي حطام ساقط.
تم أيضا في هذا المكان دفن محطة الفضاء الدولية السوفييتية السابقة "مير" وستة مركبات فضائية تابعة لبرنامج ساليوت. ومن المركبات الفضائية الأخرى التي تم إغراقها أو دفنها بشكل روتيني في هذه المقبرة، نجد مختلف مركبات الشحن الفضائية إلى المحطة الفضائية الدولية، بما في ذلك مركبة الشحن الروسية "بروغريس"، و مركبة النقل التابعة للوكالة اليابانية لاستكشاف الفضاء "أتش 2”، ومركبة النقل الآلي التابعة لوكالة الفضاء الأوروبية.
تم التخلص من أكثر من 263 مركبة فضائية في هذه المنطقة بين عامي 1971 و 2016.